# Paramount Skydance Corporation
Paramount Skydance Corporation (conosciuta anche come Paramount, a Skydance Corporation o semplicemente Paramount) è una multinazionale statunitense di mass media e intrattenimento con sede presso gli studi della Paramount Pictures a Los Angeles, California, con uffici a Santa Monica, California, e a New York. La società è nata dalla fusione tra Paramount Global e Skydance Media, completata il 7 agosto del 2025.

## Contesto

### Paramount Global
Il 13 agosto CBS Corporation e Viacom annunciano ufficialmente la loro fusione. La società risultante prende il nome di ViacomCBS. A seguito dell'accordo di fusione, Viacom e CBS annunciano congiuntamente che la transazione si concluderà alla fine del 2019, in attesa delle approvazioni delle autorità regolatorie e degli azionisti. La fusione, infatti, deve essere approvata dalla Federal Trade Commission.
Il 28 ottobre la fusione viene approvata da National Amusements, che poi annuncia che l'accordo sarà chiuso all'inizio di dicembre.
Il 25 novembre la Viacom e la CBS annunciano che la fusione si sarebbe chiusa il 4 dicembre e le azioni inizieranno ad essere scambiate sul NASDAQ il giorno dopo. Il 4 dicembre Bakish conferma che la fusione V iacom-CBS è cosa fatta.
Durante la chiamata degli azionisti del 15 febbraio 2022, ViacomCBS annuncia che dal giorno successivo avrebbe cambiato nome in Paramount Global.

### Skydance Media
Skydance Productions è stata costituita nel 2006 da David Ellison. Il primo film dell'azienda è stato Flyboys nel 2006, con Ellison e cofinanziato da MGM.
Nell'autunno del 2009, Skydance e Paramount Pictures hanno firmato un accordo quinquennale di cofinanziamento, produzione e distribuzione, con Paramount che detiene l'opzione aggiuntiva di distribuzione. 
Il 1º maggio 2013, Skydance ha lanciato Skydance Television, assumendo Marcy Ross come presidente di divisione.
Skydance ha rinnovato il suo accordo con Paramount nell'estate del 2013 per altri quattro anni.
Il 3 maggio 2016, Skydance Media ha utilizzato parte del suo nuovo finanziamento per acquistare lo sviluppatore di giochi The Workshop Entertainment, Inc. Tale società è stata rinominata e ri-organizzata come Skydance Interactive, LLC.
Il 16 marzo 2017, Skydance ha lanciato la divisione Skydance Animation formando una partnership pluriennale con Ilion Animation Studios di Madrid.
Nell'agosto 2017, Skydance e Paramount hanno rinnovato il loro accordo per altri quattro anni fino al 2021, con l'aggiunta dei film di animazione di Skydance per la distribuzione.

## Storia
Nel gennaio del 2024, è stato riportato da varie fonti che David Ellison era interessato a una possibile acquisizione di National Amusements, azionista di maggioranza della Major Paramount Global, da Shari Redstone.
Il 3 aprile 2024, le due aziende hanno annunciato l’avvio di un periodo esclusivo di negoziazione di 30 giorni per discutere della potenziale acquisizione, con un’offerta da 2 miliardi di dollari.
Al termine delle trattative non esclusiva, nonostante non si fosse arrivati a un accordo, si è deciso di estendere le discussioni con un ulteriore periodo di valutazione. Alla scadenza di questo periodo è stato annunciato che le trattative tra National Amusements e la cordata Skydance/RedBird Capital non sono in porto e che quindi non ci sarebbe stata la fusione.
Il 7 luglio 2024, a seguito di una riapertura delle contrazioni, viene annunciato che le due parti hanno trovato un accordo per l’acquisizione di National Amusements per 8 miliardi di dollari. La fusione tra Skydance Media e Paramount Global dovrebbe essere completata entro il 2025.
Il 7 agosto 2025 la fusione tra Skydance Media, Paramount Global e National Amusements viene completata, dando così vita a Paramount Skydance Corporation.

## Divisioni
Paramount comprende tre principali divisioni:
- Paramount Skydance Studios comprende gli studi di produzione cinematografica e televisiva della società. La divisione comprende Paramount Pictures, Paramount Animation, Skydance Productions, Skydance Animation, Skydance Sports, Republic Pictures e il 49% di Miramax.
- Paramount Skydance Direct-to-Consumer si concentra sui servizi di streaming over-the-top globali e comprende Paramount+, Pluto TV, SkyShowtime (50% con Comcast), CBS News 24/7, CBS Sports HQ e una partecipazione non dichiarata in FuboTV, acquisita nel 2020.[19]
- Paramount Skydance TV Media comprende i canali televisivi lineari nazionali e internazionali della società. Comprende CBS Entertainment, BET, MTV, Nickelodeon, Comedy Central, TV Land, Paramount Network, Logo, CMT, Pop TV, Showtime, The Movie Channel, Flix, VH1 e Smithsonian Channel.

Altre attività che ora fanno parte di Paramount Skydance includono le attuali controllate di National Amusements come Showcase Cinemas e le attività brasiliane di UCI Cinemas.